# Laevius
Laevius, ayant vécu sans doute aux alentours de 80 av. J.-C., est un poète latin oublié.
Contemporain de Catulle, il fait partie de ces poètes des dernières années de la République romaine qui auraient pu disparaître des mémoires. Les premiers auteurs à le nommer sont Aulu-Gelle et peut-être Suétone, plus d'un siècle et demi plus tard. Puis, selon les termes de J. Granarolo « il connaîtra une éclipse totale... interminable ! »
Pierre Bayle le cite dans son Dictionnaire historique et critique. 
Au début du XIXe siècle, un philologue allemand édite les fragments épars de ses poèmes. Cent ans plus tard, deux Français, s'inspirant des travaux de leur confrère, commentent son œuvre (voir bibliographie). 
On doit à Laevius l'invention du dimètre iambique pur, vers composé de dix mots ayant chacun une syllabe, appelé le technopaignion.  
Il reste de lui à ce jour 34 fragments dont des paegnia érotico-mythiques que Marguerite Yourcenar a commentés.